# Batalla de Fidenas
La batalla de Fidenas tuvo lugar en los años del reinado del primer rey de Roma, Rómulo, entre el ejército romano dirigido por el mismo monarca y los fidenates.

## Historia
Después de la fundación de su ciudad, en el Monte Palatino, los romanos comenzaron a expandirse, y aparecen según Tito Livio "tan poderosos que podían competir militarmente con cualquiera de los pueblos de su alrededor". Una tras otra cayeron muchas de las ciudades cercanas; la primera fue  Caenina·, luego, Antemnae, y Crustumerium. Los sabinos fueron el siguiente objetivo, y también fueron vencidos·. Los habitantes de Fidenas, que ahora veían a Roma como una ciudad vecina de poderío creciente, decidieron atacar sin demora, antes de que se volviera demasiado fuerte para ser vencida.

### La batalla
Según Plutarco, hay dos versiones diferentes de la batalla:
1. Roma fue capaz de capturar Fidenas, haciendo un repentino ataque con un grupo de caballeros, que habían recibido órdenes de cortar las bisagras de las puertas de la ciudad, permitiendo a Rómulo aparecer inesperadamente con todo el ejército.[7]
2. Los fidenenses se apresuraron a hacer la guerra contra los romanos, enviando a los escuadrones de caballeros armados a asolar el campo entre Roma y Fidene, para aterrorizar a los habitantes de la zona.[7] La reacción romana no se hizo esperar. El propio Rómulo a la cabeza del ejército romano, se dirigió al norte, a lo largo del Tíber hasta llegar a una milla de Fidenas.[6]

Dejando una pequeña guarnición para vigilar la ciudad, decidió trasladarse con el grueso del ejército, listo para emboscar al oponente en un lugar cercano, tranquilo y arbolado. Rómulo estaba decidido a atraer a los fidenenses fuera de sus muros, adoptando una táctica temeraria, según la cual los caballeros romanos irían derechos hasta las puertas de la ciudad, donde simularían un ataque, replegándose en el momento oportuno, para atraer al enemigo, y hacerle caer en la trampa tendida por el rey romano.
La emboscada fue exitosa. Una vez que las puertas de la ciudad fueron abiertas, el ímpetu de los fidenenses les permitió lanzarse contra el enemigo y consiguieron tomar las primeras líneas romanas, empujándolas hasta el lugar señalado para la emboscada, donde el grueso de la ejército romano estaba escondido. Los fidenenses fueron rechazados por los ejércitos romanos y fueron hostigados hasta el interior de su ciudad. La guerra estaba ganada·.

## Consecuencias
Según Plutarco, Rómulo no destruyó la aldea, ni abatió sus cimientos, por el contrario, Fidenas se convirtió en colonia romana, donde se establecieron 2500 colonos. La guerra desatada por los fideneses fue como una "fiebre contagiosa" que azotó a los habitantes de Veyes que estaban al oeste del Tíber. La consecuencia inmediata es que Rómulo se vio obligado a luchar, y se las arregló para vencerles, ocupando el territorio de Septem pagi (al oeste de la isla Tiberina), y obligando a los ciudadanos de Veyes a volver a sus fronteras.